# Raión de Verjovye
El raión de Verjovye (ruso: Верхо́вский райо́н) es un distrito administrativo y municipal (raión) ruso perteneciente a la óblast de Oriol. Se ubica en el este de la óblast. Su capital es Verjovye.
En 2023, el raión tenía una población de 14 730 habitantes.
Se extiende de forma alargada por un conjunto de áreas, principalmente rurales, ubicadas entre 10 y 60 km al noroeste de Livny. Los principales cursos de agua que atraviesan el territorio son los ríos Trudy, Pshevka y Liubovsha.

## Subdivisiones
Comprende el asentamiento de tipo urbano de Verjovye (la capital, que forma un ayuntamiento urbano sin pedanías) y 130 localidades rurales. Estas últimas se agrupan en los siguientes diez asentamientos rurales:
- Vasílyevka (con capital en Skoriátino)
- Gálichye (con capital en Suróvtsev)
- Konshino
- Korsun
- Nizhni Zhernovets (con capital en Kapitánovka)
- Pesóchnoye (con capital en Sujotinovka)
- Ruski Brod
- Skoródnoye
- Teliazhye
- Túrovka